# Message Passing Interface
Message Passing Interface (MPI, интерфейс передачи сообщений) — программный интерфейс (API) для передачи информации, который позволяет обмениваться сообщениями между процессами, выполняющими одну задачу. Разработан Уильямом Гроуппом, Эвином Ласком и другими.
MPI является наиболее распространённым стандартом интерфейса обмена данными в
параллельном программировании, существуют его реализации для большого числа компьютерных платформ. Используется при разработке программ для кластеров и суперкомпьютеров. Основным средством коммуникации между процессами в MPI является передача сообщений друг другу.
Стандартизацией MPI занимается MPI Forum. В стандарте MPI описан интерфейс передачи сообщений, который должен поддерживаться как на платформе, так и в приложениях пользователя. В настоящее время существует большое количество бесплатных и коммерческих реализаций MPI. Существуют реализации для языков Фортран 77/90, Java, Си и C++.
В первую очередь MPI ориентирован на системы с распределенной памятью, то есть когда затраты на передачу данных велики, в то время как OpenMP ориентирован на системы с общей памятью (многоядерные с общим кэшем). Обе технологии могут использоваться совместно, чтобы оптимально использовать в кластере многоядерные системы.

## Стандарты MPI
Первая версия MPI разрабатывалась в 1993—1994 году, и MPI 1 вышла в 1994.
Большинство современных реализаций MPI поддерживают версию 1.1. Стандарт MPI версии 2.0 поддерживается большинством современных реализаций, однако некоторые функции могут быть реализованы не до конца.
В MPI 1.1 (опубликован 12 июня 1995 года, первая реализация появилась в 2002 году) поддерживаются следующие функции:
- передача и получение сообщений между отдельными процессами;
- коллективные взаимодействия процессов;
- взаимодействия в группах процессов;
- реализация топологий процессов;

В MPI 2.0 (опубликован 18 июля 1997 года) дополнительно поддерживаются следующие функции:
- динамическое порождение процессов и управление процессами;
- односторонние коммуникации (Get/Put);
- параллельный ввод и вывод;
- расширенные коллективные операции (процессы могут выполнять коллективные операции не только внутри одного коммуникатора, но и в рамках нескольких коммуникаторов).

Версия MPI 2.1 вышла в начале сентября 2008 года.
Версия MPI 2.2 вышла 4 сентября 2009 года.
Версия MPI 3.0 вышла 21 сентября 2012 года.

## Функционирование интерфейса
Базовым механизмом связи между MPI процессами является передача и приём сообщений. Сообщение несёт в себе передаваемые данные и информацию, позволяющую принимающей стороне осуществлять их выборочный приём:
- отправитель — ранг (номер в группе) отправителя сообщения;
- получатель — ранг получателя;
- признак — может использоваться для разделения различных видов сообщений;
- коммуникатор — код группы процессов.

Операции приёма и передачи могут быть блокирующимися и неблокирующимися. Для неблокирующихся операций определены функции проверки готовности и ожидания выполнения операции.
Другим способом связи является удалённый доступ к памяти (RMA), позволяющий читать и изменять область памяти удалённого процесса. Локальный процесс может переносить область памяти удалённого процесса (внутри указанного процессами окна) в свою память и обратно, а также комбинировать данные, передаваемые в удалённый процесс с имеющимися в его памяти данными (например, путём суммирования). Все операции удалённого доступа к памяти не блокирующиеся, однако, до и после их выполнения необходимо вызывать блокирующиеся функции синхронизации.

## Пример программы
Ниже приведён пример программы вычисления числа {\displaystyle \pi } на языке C с использованием MPI:
```
// Подключение необходимых заголовков

#include
 
<stdio.h>

#include
 
<math.h>

// Подключение заголовочного файла MPI

#include
 
"mpi.h"

 

// Функция для промежуточных вычислений

double
 
f
(
double
 
a
)

{

    
return
 
(
4.0
 
/
 
(
1.0
+
 
a
*
a
));

}

 

// Главная функция программы

int
 
main
(
int
 
argc
,
 
char
 
**
argv
)

{

    
// Объявление переменных

    
int
 
done
 
=
 
0
,
 
n
,
 
myid
,
 
numprocs
,
 
i
;

    
double
 
PI25DT
 
=
 
3.141592653589793238462643
;

    
double
 
mypi
,
 
pi
,
 
h
,
 
sum
,
 
x
;

    
double
 
startwtime
 
=
 
0.0
,
 
endwtime
;

    
int
 
namelen
;

    
char
 
processor_name
[
MPI_MAX_PROCESSOR_NAME
];

 

    
// Инициализация подсистемы MPI

    
MPI_Init
(
&
argc
,
 
&
argv
);

    
// Получить размер коммуникатора MPI_COMM_WORLD

    
// (общее число процессов в рамках задачи)

    
MPI_Comm_size
(
MPI_COMM_WORLD
,
&
numprocs
);

    
// Получить номер текущего процесса в рамках 

    
// коммуникатора MPI_COMM_WORLD

    
MPI_Comm_rank
(
MPI_COMM_WORLD
,
&
myid
);

    
MPI_Get_processor_name
(
processor_name
,
&
namelen
);

 

    
// Вывод номера потока в общем пуле

    
fprintf
(
stdout
,
 
"Process %d of %d is on %s
\n
"
,
 
myid
,
numprocs
,
processor_name
);

    
fflush
(
stdout
);

 

    
while
(
!
done
)

    
{

        
// количество интервалов

        
if
(
myid
==
0
)

        
{

            
fprintf
(
stdout
,
 
"Enter the number of intervals: (0 quits) "
);

            
fflush
(
stdout
);

            
if
(
scanf
(
"%d"
,
&
n
)
 
!=
 
1
)

            
{

                
fprintf
(
stdout
,
 
"No number entered; quitting
\n
"
);

                
n
 
=
 
0
;

            
}

            
startwtime
 
=
 
MPI_Wtime
();

        
}

        
// Рассылка количества интервалов всем процессам (в том числе и себе)

        
MPI_Bcast
(
&
n
,
 
1
,
 
MPI_INT
,
 
0
,
 
MPI_COMM_WORLD
);

        
if
(
n
==
0
)

            
done
 
=
 
1
;

        
else

        
{

            
h
 
=
 
1.0
 
/
 
(
double
)
 
n
;

            
sum
 
=
 
0.0
;

            
// Обсчитывание точки, закрепленной за процессом

            
for
(
i
 
=
 
myid
 
+
 
1
 
;
 
(
i
 
<=
 
n
)
 
;
 
i
 
+=
 
numprocs
)

            
{

                
x
 
=
 
h
 
*
 
((
double
)
i
 
-
 
0.5
);

                
sum
 
+=
 
f
(
x
);

            
}

            
mypi
 
=
 
h
 
*
 
sum
;

 

            
// Сброс результатов со всех процессов и сложение

            
MPI_Reduce
(
&
mypi
,
 
&
pi
,
 
1
,
 
MPI_DOUBLE
,
 
MPI_SUM
,
 
0
,
 
MPI_COMM_WORLD
);

 

            
// Если это главный процесс, вывод полученного результата

            
if
(
myid
==
0
)

            
{

                
printf
(
"PI is approximately %.16lf, Error is %.16lf
\n
"
,
 
pi
,
 
fabs
(
pi
 
-
 
PI25DT
));

                
endwtime
 
=
 
MPI_Wtime
();

                
printf
(
"wall clock time =%lf
\n
"
,
 
endwtime
-
startwtime
);

                
fflush
(
stdout
);

            
}

        
}

    
}

 

    
// Освобождение подсистемы MPI

    
MPI_Finalize
();

    
return
 
0
;

}

```

## Реализации MPI
- MPICH — одна из самых первых свободная реализация MPI, работает на UNIX-системах и Windows NT
- Open MPI — ещё одна свободная реализация MPI. Основана на более ранних проектах FT-MPI, LA-MPI, LAM/MPI и PACX-MPI. Поддерживаются различные коммуникационные системы (в том числе Myrinet).
- MPI/PRO for Windows NT — коммерческая реализация для Windows NT
- Intel MPI — коммерческая реализация для Windows / Linux
- Microsoft MPI входит в состав Compute Cluster Pack SDK. Основан на MPICH2, но включает дополнительные средства управления заданиями. Поддерживается спецификация MPI-2.
- HP-MPI — коммерческая реализация от HP
- SGI MPT — платная библиотека MPI от SGI
- Mvapich — свободная реализация MPI для Infiniband
- Oracle HPC ClusterTools — бесплатная реализация для Solaris SPARC/x86 и Linux на основе Open MPI
- MPJ — MPI for Java
- MPJ Express — MPI на Java